# Урал-5920
Урал-5920 — снегоболотоход Уральского автозавода.
Гусеничный снегоболотоходный транспортёр (ГСБТ) «Урал-5920» — транспортное средство для перевозки грузов по грунтовым дорогам и местности, в том числе по снежному бездорожью, переувлажненной и заболоченной местности при температурах окружающего воздуха от +40 градусов до –50 градусов Цельсия.

## Особенности модели
- Снегоболотоход поставлен не на две гусеницы, как обычный гусеничный транспорт, а на четыре сравнительно короткие гусеницы, что позволило вездеходу совершать более сложные манёвры ;
- Грузоподъёмность ГСБТ — 8 тонн;
- полная масса — 22500 кг,
- ср. удельное давление на поверхность пути груженого транспортера — 0,22 кг/см2,
- максимальная скорость — 30 км/час,
- контрольный расход топлива — 100 л/100 км,
- максимальный преодолеваемый подъем — 58 %,
- глубина преодолеваемого брода — 1,8 м,
- номинальная мощность двигателя — 210 л. с.

ГСБТ выполнен по «вагонной» схеме, при которой рама с двигателем, кабиной, платформой и агрегатами трансмиссии устанавливается на две гусеничные тележки, поворот которых вокруг вертикальных осей и качание в продольном направлении обеспечивает требуемую управляемость и способность двигаться по неровным поверхностям пути. Для повышенной проходимости в ведущих мостах установлены червячно-винтовые дифференциалы повышенного трения, раздаточная коробка выполнена с симметричным дифференциалом. Торсионная подвеска обеспечивает хорошую плавность движения, опорные катки — автомобильного типа, их шины заполнены губчатой массой вместо воздуха — им не страшны проколы. Полотна гусениц армированы металлическими тросами, что обеспечивает им достаточную прочность и малую вытяжку.

## История
Разработка ГСБТ на резинометаллических гусеницах грузоподъемностью 8 т была начата в 1970 году на базе снегоболотохода повышенной грузоподъемности НАМИ-0157М.
В 1976 году была изготовлена опытная партия ГСБТ, которые прошли предварительные, приемочные, контрольные испытания. В 1977 году межведомственная приемочная комиссия, в состав которой входили представители Миннефтегазстроя, Миннефтепрома, Мингазпрома, Мингео СССР и Минавтопрома рекомендовала ГСБТ для постановки на серийное производство.
В январе 1981 года вся конструкторская документация передана на подготовку производства. В конце 1981 года изготовлена первая опытно-промышленная партия. В августе 1984 года ГСБТ демонстрировался на ВДНХ СССР. В начале 1990-х гг. в соответствии с экономической ситуацией прекратились заказы на эту продукцию и, как следствие, производство.
В 2002 году производство модификации Урал-5920 под названием ТС-1 начал производить завод «Континент» в Екатеринбурге. Модернизация машины заключается в доработке ходовой части и замене камазовского дизеля на более мощный двигатель ЯМЗ-238.